# Artesia (Nou Mèxic)
Artesia és una població dels Estats Units a l'estat de Nou Mèxic. Segons el cens del 2000 tenia 10.692 habitants.

## Demografia
Segons el cens del 2000, Artesia tenia 10.692 habitants, 4.080 habitatges, i 2.896 famílies. La densitat de població era de 518 habitants per km².
Dels 4.080 habitatges en un 36,7% hi vivien nens de menys de 18 anys, en un 52,8% hi vivien parelles casades, en un 14,2% dones solteres, i en un 29% no eren unitats familiars. En el 26,6% dels habitatges hi vivien persones soles el 13% de les quals corresponia a persones de 65 anys o més que vivien soles. El nombre mitjà de persones vivint en cada habitatge era de 2,61 i el nombre mitjà de persones que vivien en cada família era de 3,15.
Per edats la població es repartia de la següent manera: un 30,3% tenia menys de 18 anys, un 9% entre 18 i 24, un 25,5% entre 25 i 44, un 20,1% de 45 a 60 i un 15,1% 65 anys o més.
L'edat mediana era de 35 anys. Per cada 100 dones de 18 o més anys hi havia 87,6 homes.
La renda mediana per habitatge era de 29.529$ i la renda mediana per família de 34.598$. Els homes tenien una renda mediana de 30.085$ mentre que les dones 19.566$. La renda per capita de la població era de 13.911$. Aproximadament el 15,7% de les famílies i el 20,1% de la població estaven per davall del llindar de pobresa.

## Poblacions més properes
El següent diagrama mostra les poblacions més properes.